# South African Democratic Teachers Union
La South African Democratic Teachers Union (SADTU, syndicat démocratique des enseignants d'Afrique du Sud) est le plus grand syndicat d'enseignants d'Afrique du Sud. Il est membre du Congress of South African Trade Unions (COSATU).
En décembre 2015, il a fait l'objet d'accusations particulièrement graves, notamment d'exercer une mainmise sur les nominations d'enseignants dans six des neuf provinces de l'Afrique du Sud.